# Potamophilops bostrychophallus
Potamophilops bostrychophallus – gatunek chrząszcza z rodziny osuszkowatych.
Gatunek ten opisany został w 2013 roku przez Crystal A. Maier na łamach „ZooKeys”. Jako miejsce typowe wskazano Kanarakuni w wenezuelskim stanie Bolívar.
Chrząszcz o wydłużonym, umiarkowanie z wierzchu sklepionym ciele długości od 6 do 6,8 mm i barwie od ciemnobrązowej do czarnej z jaśniejszymi dwoma nasadowymi członami czułków i głaszczków szczękowych, wargą dolną, biodrami, krętarzami, nasadami ud, pazurkami i środkowymi goleniami. Głowa jest drobno i gęsto punktowana, zaopatrzona w łukowato i płytko wykrojoną wargę górną oraz duże, półkuliste oczy. Najszersze u podstawy przedplecze ma łukowatą krawędź przednią, przewężenie w części tylnej krawędzi bocznych oraz silnie dwufalistą krawędź tylną. W nasadowej ⅓ przedplecza brak jest żeberka, natomiast w jego przedniej ⅓ występuje poprzeczny rowek. Pokrywy mają dziesięć rzędów z drobnymi, prawie zlewającymi się punktami oraz drobno i gęsto punktowane międzyrzędy. Przedpiersie ma szeroki wyrostek międzybiodrowy z pośrodkową wypustką na szczycie. Szczyt ów wchodzi w głębokie, U-kształtne wklęśnięcie na śródpiersiu. Odnóża są długie i smukłe. Samiec ma genitalia o rzadko oszczecinionych paramerach i silnie skręconym szczycie edeagusa.
Owad neotropikalny, zamieszkujący Wyżynę Gujańską. Znany jest wyłącznie ze stanu Bolívar w Wenezueli, ale przypuszczalnie występuje także w północnej Brazylii i zachodniej Gujanie. Spotykany jest w rzekach na rzędnych od 140 do 450 m n.p.m.